# 1998年欧洲超级杯
1998年欧洲超级杯是第23届欧洲超级杯。赛事于1998年8月28日在摩纳哥路易二世体育场举行，由1997–98年欧洲冠军联赛冠军皇家马德里对阵1997–98年歐洲盃賽冠軍盃冠军切尔西。
切尔西最终以1–0获得冠军。这是首届单回合制的欧洲超级杯。